# Dennis Virkler
Dennis Michael Virkler (* 23. November 1941 in Cleveland, Ohio; † 15. September 2022
) war ein amerikanischer Filmeditor.

## Leben
Nachdem Dennis Virkler 1972 beim Filmschnitt von Horror-Attack, einem Horrorfilm mit Orson Welles assistierte, durfte er bereits im darauffolgenden Jahr mit dem Schnitt einer Fernsehepisode von Wide World Mystery und des Fernsehfilms Das Bildnis des Dorian Gray jeweils eigenverantwortlich als Editor arbeiten. Es folgten bis 1980 fast ausschließlich Arbeiten für das Fernsehen, bevor sich Virkler dem Kinogeschäft zuwandte und Filme wie Xanadu, Die unglaubliche Reise in einem verrückten Raumschiff und Gorky Park schnitt.
Für Jagd auf Roter Oktober und Auf der Flucht wurde Virkler jeweils mit einer Oscar-Nominierung für den Besten Schnitt bedacht. Beide Male teilte er sich die Nominierungen mit anderen Editoren. Dennoch führten die Nominierungen dazu, dass er für große Blockbusterproduktionen angefragt wurde. So schnitt er nicht nur beide Batman-Filme von Joel Schumacher, sondern war auch für den Schnitt von Filmen wie Die Bourne Identität, Daredevil und Wolfman verantwortlich.
Dennis Virkler war Mitglied der American Cinema Editors.

## Filmografie (Auswahl)
Als Filmeditor
- 1973: The Wide World of Mystery (Fernsehreihe, 2 Folgen)
- 1973: Das Bildnis des Dorian Gray (The Picture of Dorian Gray, Fernsehfilm)
- 1974: Dem Bösen widerstehen (The Turn of the Screw, Fernsehfilm)
- 1976: Landhaus der toten Seelen (Burnt Offerings)
- 1980: Xanadu
- 1981: Zwei wie Katz und Maus (Continental Divide)
- 1982: Die unglaubliche Reise in einem verrückten Raumschiff (Airplane II: The Sequel)
- 1982: Ihre letzte Chance (Independence Day)
- 1983: Gorky Park
- 1989: Die Favoritin (The Favorite)
- 1990: Jagd auf Roter Oktober (The Hunt for Red October)
- 1992: Alarmstufe: Rot (Under Siege)
- 1992: Freejack – Geisel der Zukunft (Freejack)
- 1993: Auf der Flucht (The Fugitive)
- 1995: Batman Forever
- 1997: Batman & Robin
- 1997: Vertrauter Feind (The Devil’s Own)
- 1998: Ein perfekter Mord (A Perfect Murder)
- 2000: Die Abenteuer von Rocky & Bullwinkle (The Adventures of Rocky & Bullwinkle)
- 2000: Pitch Black – Planet der Finsternis (Pitch Black)
- 2002: Collateral Damage – Zeit der Vergeltung (Collateral Damage)
- 2002: Die Bourne Identität (The Bourne Identity)
- 2003: Daredevil
- 2004: Riddick: Chroniken eines Kriegers (The Chronicles of Riddick)
- 2005: Into the Blue
- 2005: The Fog – Nebel des Grauens (The Fog)
- 2006: Jede Sekunde zählt – The Guardian (The Guardian)
- 2009: A Fork in the Road
- 2010: Wolfman (The Wolfman)
- 2010–2014: Castle (Fernsehserie, 6 Episoden)
- 2011: Shark Night 3D
- 2016: Angels in Stardust
- 2017: Der Offizier: Liebe in Zeiten des Krieges (The Ottoman Lieutenant)

Als Schnittassistent
- 1972: Horror-Attack (Necromancy)

## Auszeichnungen
- Oscar
  - 1991: Bester Schnitt – Jagd auf Roter Oktober (nominiert)
  - 1994: Bester Schnitt – Auf der Flucht (nominiert)

- BAFTA Award
  - 1994: Bester Schnitt – Auf der Flucht (nominiert)